# Nattheim
Nattheim är en kommun och ort i Landkreis Heidenheim i regionen Ostwürttemberg i Regierungsbezirk Stuttgart i förbundslandet Baden-Württemberg i Tyskland.
Kommunen ingår i kommunalförbundet Heidenheim an der Brenz tillsammans med staden Heidenheim an der Brenz.